# Coup de Grâce (Kaos)
Coup de Grâce è il quinto album in studio del rapper italiano Kaos, pubblicato il 13 novembre 2015 dalla K-Age.

## Descrizione
Annunciato a sorpresa dal rapper Danno attraverso il programma radiofonico Welcome 2 the Jungle, l'album ha visto la partecipazione dello stesso Danno e del collettivo Good Old Boys (composto dai Colle der Fomento, da Kaos stesso e da DJ Craim).

## Tracce
1. Querencia – 1:30
2. Distanze – 3:38
3. 1971 – 3:19
4. Canale 0, pt. 2 (feat. Danno) – 3:10
5. Pandora – 3:04
6. Prestigio – 1:50
7. Coup de Grâce – 3:54
8. Drakaris (feat. Colle Der Fomento) – 3:58
9. The Green Mile – 1:54

## Formazione
Musicisti
- Kaos – voce, rapping
- Danno – voce aggiuntiva, rapping aggiuntivo (traccia 4)
- Good Old Boys – voci aggiuntive, rapping aggiuntivi (traccia 8)

Produzione
- DJ Craim – produzione
- Squarta — missaggio, mastering